# Cladosporium alliicola
Cladosporium alliicola är en svampart som beskrevs av H.D. Shin & U. Braun 1995. Cladosporium alliicola ingår i släktet Cladosporium och familjen Davidiellaceae.   Inga underarter finns listade i Catalogue of Life.